# USA-204
USA-204 (WGS-2) — американский геостационарный военный коммуникационный спутник серии WGS (сокр. от англ. Wideband Global SATCOM). Спутник способен принимать сигналы в X- и Ka- диапазонах.
Космический аппарат разработанный компанией Boeing на основе спутниковой платформы BSS-702HP и запущен компанией United Launch Alliance 4 апреля 2009 года с космодрома на мысе Канаверал при помощи ракеты-носителя Атлас-5.

## Конструкция
Телекоммуникационный спутник USA-204 разработан на основе космической платформы BSS-702HP, разработанной компанией Boeing для создания средних и тяжелых геостационарных телекоммуникационных спутников связи. Конструкция спутника состоит из двух основных модулей: платформы и модуля полезной нагрузки.
Платформа несёт все основные служебные системы спутника: солнечные и аккумуляторные батареи, апогейный двигатель с цистернами для горючего, двигатели коррекции и удержания, а также другие служебные компоненты, а на модуле полезной нагрузки (МПН) устанавливается всё ретрансляционное оборудование и антенны.
На спутнике USA-204 устанавливается апогейный двухкомпонентный жидкостный ракетный двигатель тягой 445 Н, который используется для довывода с геопереходной на геостационарную орбиты. Для коррекции орбиты и удержания по долготе и наклонению используются несколько ракетных двигателей с тягой 4 и 22 Н.

## Предназначение
Военные коммуникационные спутники серии WGS предназначены для создания системы высококачественной связи, с помощью которой предполагается осуществлять передачу данных между кораблями, самолётами и наземными войсками, проводить видеоконференции в защищённом режиме, а также получать информацию о погоде, для нужды американской армии и союзных войск в полевых условиях. Систему планируется использовать в партнерстве с Департаментом обороны США и австралийским Министерством Обороны.
Для замены системы DSCS (англ. Defense Satellite Communication System — оборонная система спутниковой связи) Департамент обороны США планирует вывести на орбиту как минимум десять космических аппаратов серии WGS. Мощность каждого спутника WGS превосходит космический аппарат DSCS в десять раз, что позволяет пользователям обрабатывать и принимать данные гораздо быстрее.
В 2007 году ВВС США заключили соглашение с Министерством обороны Австралии, согласно которому австралийская сторона согласилась заплатить 707 млн. долларов за постройку и выведение на орбиту WGS-6. В обмен военные Австралии получили возможность пользоваться системой WGS до 2030 года.

## Запуск
Спутник WGS-2 был запущен компанией United Launch Alliance 4 апреля 2009 года со стартовой площадки SLC-41 космодрома на мысе Канаверал при помощи ракеты-носителя Атлас-5 421.